# Gedenkmünzen der Schweiz

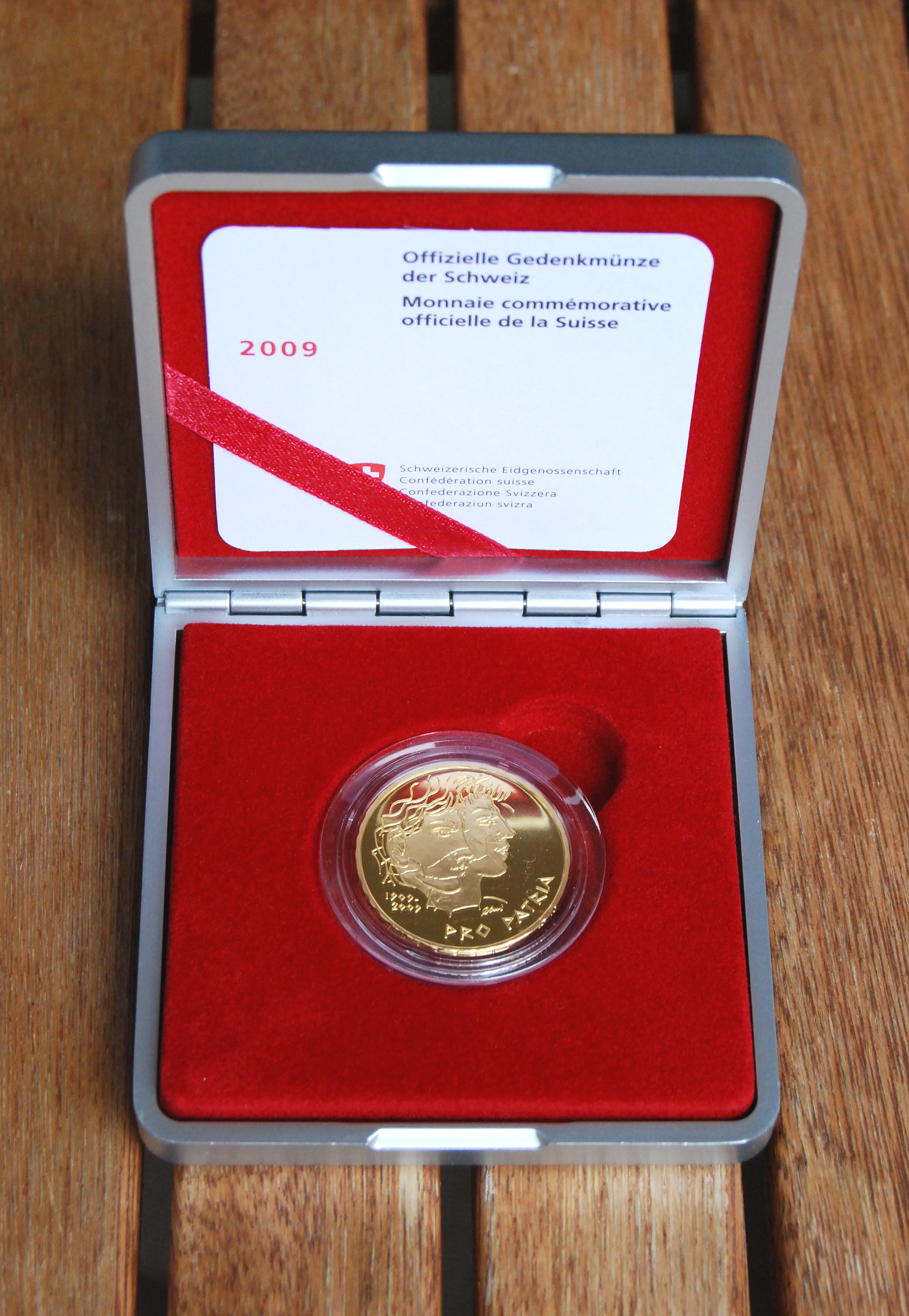
Gedenkmünze Pro Patria 2009 im Etui

Die offiziellen Gedenkmünzen der Schweiz werden seit 1936 in unregelmässigen Abständen und seit 1974 mindestens jährlich herausgegeben. 
Die Gedenkprägungen sind keine gesetzlichen Zahlungsmittel für den allgemeinen Umlauf; ihr Wert ist jedoch durch den Staat gedeckt und sie werden von der Nationalbank, der Post und den SBB in Zahlung genommen.

## Vorläufer
Unter der Münzhoheit der einzelnen Kantone wurden keine Gedenkmünzen geprägt, ebenso wenig nach der Einführung des Schweizer Frankens 1850 bis zum Jahre 1936. Es wurden jedoch während dieser Zeit anlässlich von Schützenfesten sogenannte Schützentaler ausgegeben, welche teilweise sogar in den Geldumlauf kamen und als Vorläufer der Gedenkmünzen angesehen werden können.

## Gedenkfünfliber
→ Liste: Liste der Schweizer Gedenkfünfliber

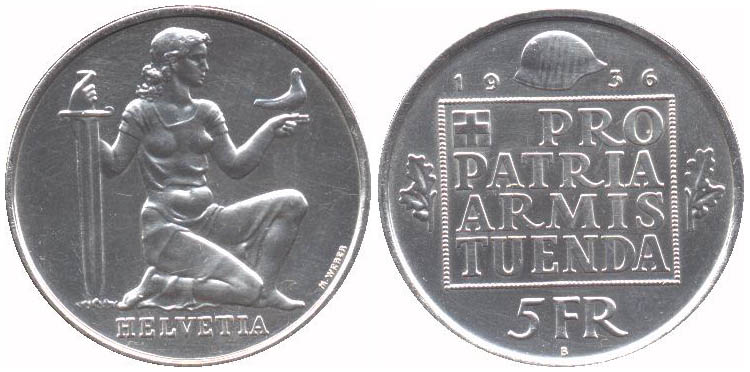
5 Franken 1936 „Wehranleihe“

Anlässlich der Wehranleihe von 1936 wurde zum ersten Mal eine 5-Franken-Gedenkmünze ausgegeben. Sie entsprach in Material (Silber), Gewicht und Grösse dem zirkulierenden Fünffrankenstück (Fünfliber). Es folgten bis 1963 fünf weitere Ausgaben aus Silber sowie eine halboffizielle Ausgabe anlässlich der Landesausstellung von 1939 in Zürich, welche eigentlich nur während der Ausstellung kursgültig war, aber meistens zu den Schweizer Gedenkmünzen gerechnet wird. Die Gedenkmünze des Laupenkriegs (Prägejahr 1939) ist bis heute die Schweizer Gedenkmünze mit dem höchsten Sammlerwert im Verhältnis zu ihrem Nominal- und Metallwert.
1974 wurde die Gedenkmünzenprägung wieder aufgenommen, nun aber mit Fünflibern aus Kupfernickel. Die Serie wurde bis 1990 mit jährlichen Ausgaben fortgeführt; 1979, anlässlich des hundertsten Geburtstages Albert Einsteins, erschienen zwei verschiedene Münzen.
Die Gedenkfünfliber erreichten im Falle der Kupfer-Nickel-Münzen Auflagezahlen von meist rund einer Million und waren bei den Sammlern recht beliebt. Vor dem Inkrafttreten des Bundesgesetzes über die Währung und die Zahlungsmittel am 1. Mai 2000 waren sie vollumfänglich kursgültig, wurden aber vor allem gehortet und waren kaum im Geldumlauf anzutreffen.

## 20-Franken-Silbermünzen
→ Liste: Liste der Schweizer 20-Franken-Gedenkmünzen

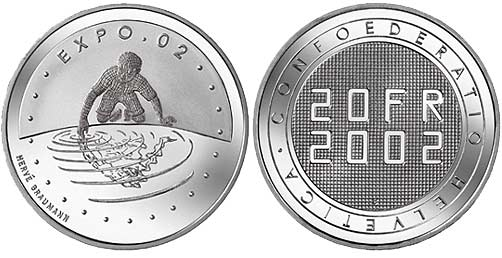
20-Franken-Gedenkmünze der Expo.02

1991 wurden die Gedenkfünfliber durch Silbermünzen zu 20 Franken ersetzt. Ihr Gewicht beträgt 20 Gramm, ihr Feingehalt 835/1000 und ihr Durchmesser 33 mm. Sie erschienen zunächst im Jahresrhythmus, seit 1996 aber meist zweimal pro Jahr. Bei der ersten Prägung anlässlich der Siebenhundertjahrfeier der Eidgenossenschaft betrug die Auflage noch rund zweieinhalb Millionen. Die Münzen erwiesen sich bei den Sammlern als weit weniger populär als ihre Vorgänger, und die Prägezahlen wurden gesenkt. Ab 2002 betrug die Auflage noch je rund 50'000 Stück; 2015 wurde sie auf 35'000 Stück gesenkt. 
Durch starke Schwankungen des Silberpreises stieg der Metallwert der 20-Franken-Münzen 2011 kurzzeitig über ihren Nennwert. Swissmint reagierte darauf, indem der Ausgabepreis auf 30 Franken angehoben wurde. Anfangs 2012, als der Silberwert wieder unter der kritischen Marke lag, wurde der Ausgabepreis auf 25 Franken gesenkt, Anfangs 2017 aber wieder auf 30 Franken angehoben.

## Bimetallmünzen
→ Liste: Liste der Schweizer Gedenkfünfliber#Bimetall, Liste der Schweizer 10-Franken-Gedenkmünzen

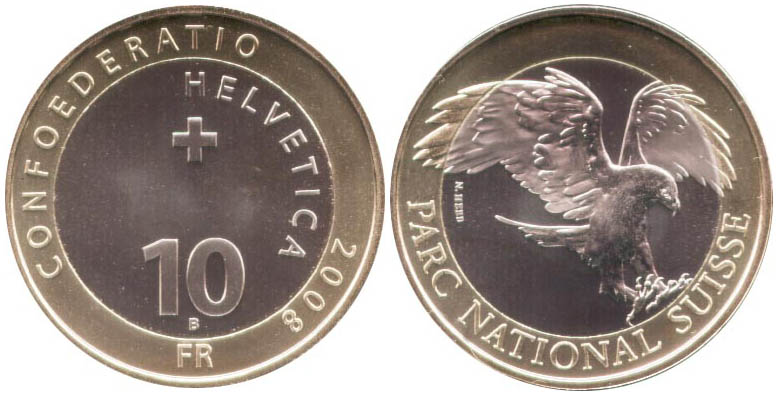
10 Franken 2008 „Steinadler“

Da die relativ teuren 20-Franken-Münzen keinen so grossen Absatz fanden, wurden ab 1999 zusätzlich wieder Fünffrankenstücke geprägt, diesmal jedoch in anderer Form als die Umlaufmünzen. Es handelt sich um Bimetallmünzen mit einem Ring aus Kupfernickel und einem Zentrum aus Nordischem Gold. Ihr Verkauf konnte aber nie an die Absatzzahlen der alten Gedenkfünfliber heranreichen; die Auflagen bewegten sich in der Grössenordnung von 150'000 Stück.
2004 wurde auf den neuen Nennwert von 10 Franken gewechselt. Das Gewicht (15 g) und der Durchmesser (33 mm) blieben gleich, doch wurden die Metalle getauscht (Nordisches Gold aussen, Kupfernickel innen). Ausserdem ist die Vorderseitengestaltung stets dieselbe, und auf der Rückseite erscheinen thematische Motivreihen (2004–2006 „Schweizer Berge“, 2007–2010 „Tiere im Schweizer Nationalpark“).
Ab 2012 wurden die 10-Franken-Münzen nicht mehr zum Nennwert ausgegeben, sondern zum Preis von 15 Franken. 2017 wurde der Preis weiter erhöht auf 20 Franken.

## Goldmünzen
→ Liste: Liste der Schweizer Gedenkmünzen in Gold

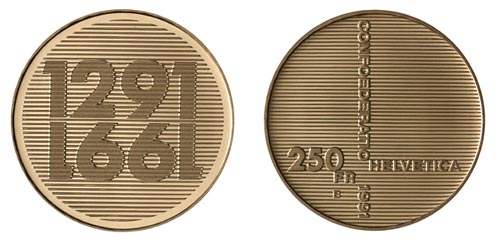
Gedenkmünze zur Siebenhundertjahrfeier der Eidgenossenschaft

1991 wurde anlässlich der Siebenhundertjahrfeier der Eidgenossenschaft eine Gedenkmünze mit dem Nennwert von 250 Franken herausgegeben. Ihr Durchmesser beträgt 23 mm und ihr Gewicht 8 g bei einem Goldgehalt von 900/1000. Bei ihrer Herstellung kam es zu Qualitätsproblemen; kleine Silberpartikel führten zur Bildung von rostbraunen
Flecken auf der Oberfläche. Deswegen wurde ein Teil der Auflage zurückgerufen und durch eine zweite Auflage ersetzt. Statt der ursprünglich geplanten 800'000 Stück wurden nur 490'000 Stück (1. und 2. Auflage zusammen) ausgegeben; davon wurde der grössere Teil wieder an die Nationalbank zurückgegeben.
1998 wurde ein neues Goldmünzenprogramm gestartet, zunächst mit Münzen zu 100 Franken (22,58 g, 28 mm), seit 2001 zu 50 Franken (11,29 g, 25 mm). Diese Münzen sind im Gegensatz zu den anderen Münzen nicht zum Nennwert erhältlich (allein der Goldwert macht ein Mehrfaches davon aus), sondern werden mit einem hohen Aufschlag verkauft. Diese Ausgabepolitik wurde von verschiedener Seite kritisiert. Die Ausgaben wurden mit Pseudomünzen verglichen und die Neue Zürcher Zeitung bezeichnete in einem Artikel vom 9. Juli 2001 die Fünfzigfrankenmünze zum hundertsten Todestag von Johanna Spyri gar als „Abzocker-Heidi“.
Ihre Auflage beträgt jeweils nur einige Tausend Stück.

## Kursfähigkeit der Gedenkmünzen
Die Gedenkprägungen sind keine gesetzlichen Zahlungsmittel für den allgemeinen Umlauf; ihr Wert ist jedoch durch den Staat gedeckt und sie werden von der Nationalbank, der Post und den SBB in Zahlung genommen. Vor dem Inkrafttreten des Bundesgesetzes über die Währung und die Zahlungsmittel am 1. Mai 2000 waren sie vollumfänglich kursgültig, wurden aber vor allem gehortet und waren kaum im Geldumlauf anzutreffen.
Bei den 5-Franken-Stücken werden die Jahrgänge 1936 bis 1963 mit der Silberlegierung nicht mehr in Zahlung genommen. Sämtliche Kupfernickel- und Bimetall-5-Franken-Stücke sowie sämtliche 20-Franken-, 50-Franken-, 100-Franken- und 250-Franken-Stücke werden noch in Zahlung genommen.